# Distrikt Olmos

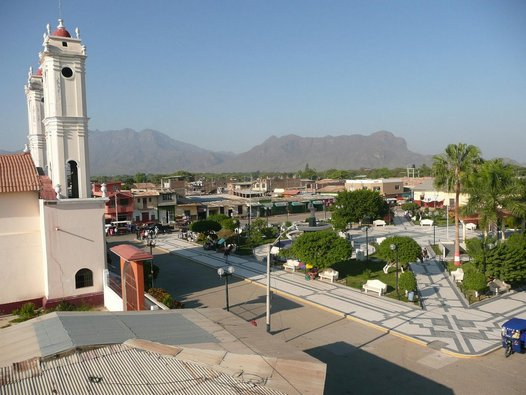
Die Stadt Olmos

Der Distrikt Olmos liegt in der Provinz Lambayeque der Region Lambayeque in Nordwest-Peru. Der am 20. Dezember 1824 gegründete Distrikt hat eine Fläche von 5335,25 km². Beim Zensus 2017 lebten 46.484 Einwohner im Distrikt. Im Jahr 1993 lag die Einwohnerzahl bei 31.045, im Jahr 2007 bei 36.595. Die Distriktverwaltung befindet sich in der Stadt Olmos.

## Geographische Lage
Der Distrikt Olmos erstreckt sich über den Nordwesten und Norden der Provinz Lambayeque. Die Stadt Olmos liegt etwa 90 km nördlich der Regionshauptstadt Chiclayo. Der Distrikt Olmos liegt größtenteils in der ariden Küstenwüste Nordwest-Perus (Sechura-Wüste) und reicht im Westen bis an die Pazifikküste. Im äußersten Osten erheben sich die Ausläufer der peruanischen Westkordillere. Die Flüsse Río Cascajal und Río Olmos durchqueren den Distrikt in westlicher Richtung, erreichen aber aufgrund Wasserentnahme zur Bewässerung landwirtschaftlicher Flächen nicht das Meer. Der Río Olmos erhält zusätzlich Wasser von der Ostseite der Anden, das von der Talsperre Limón am Río Huancabamba abgeleitet wird. Die Fernstraße von Lambayeque nach Chulucanas führt an Olmos vorbei.
Der Distrikt Olmos grenzt im Nordwesten an die Distrikte Sechura (Provinz Sechura) und Catacaos (Provinz Piura), im Norden an die Distrikte La Matanza und Salitral (beide in der Provinz Morropón), im Osten an den Distrikt Huarmaca (Provinz Huancabamba) sowie im Süden an die Distrikte Salas, Motupe, Jayanca, Pacora und Mórrope.